# 沙巴琴蛙
沙巴琴蛙（学名：Nidirana chapaensis），一种分布于越南、老挝和中国云南省等地区的两栖动物，隶属于蛙科琴蛙属。模式产地为越南老街省沙巴。

## 形态特征
沙巴琴蛙雄蛙体长43～47.3毫米。身体皮肤光滑。背部呈橙色至深棕色不等，具有一条狭窄的白色背中线和不规则黑斑；体侧上缘发黑，其余大部分为奶黄色，散布有黑色斑点；吼部和胸部为灰色为灰色，布满黑斑，腹部为黄色或白色。